# Bootle
Bootle [czyt. bu:tl] – miasto w Wielkiej Brytanii (Anglia), w hrabstwie Merseyside, w dystrykcie Sefton, na północ od Liverpoolu. Port nad estuarium rzeki Mersey w hrabstwie Merseyside. Ośrodek przemysłowy. W 2011 roku liczyło 51 394 mieszkańców.
Nazwa pochodzi od anglosaskigo słowa Bold lub Botle – oznaczającego siedlisko, domostwo. W sporządzonej na polecenie Wilhelma Zdobywcy Domesday Book z 1086 roku występuje jako Boltelai.
Położenie w bezpośrednim sąsiedztwie żeglownej rzeki Mersey i industrialnego Liverpoolu na południu spowodowało, że miasto intensywnie rozwijało się szczególnie w czasie rewolucji przemysłowej. Największy progres przeżywało na początku XIX wieku, jako ośrodek mieszkalny bogatych kupców i przedsiębiorców oraz centrum logistyczne i przemysłowe z dokami. W 1840 roku do Bootle doprowadzono linię kolejową Liverpool, Crosby and Southport Railway, która przyczyniła się do gwałtownego wzrostu znaczenia miasta. Z tamtego okresu w Bootle nadal pozostały duże obszary wiktoriańskich domów szeregowych z charakterystycznej  czerwonej cegły, które zamieszkiwane były wówczas przez robotników portowych. Z uwagi na kluczową rolę tutejszego przemysłu i strategiczne znaczenie magazynów, miasto bardzo ucierpiało podczas II wojny światowej, kiedy stało się celem nalotów bombowych na port i magazyny. W mieście rozwinął się przemysł stoczniowy, maszynowy, metalowy, spożywczy oraz drzewny.
Po wojnie nastąpiło ożywienie gospodarcze w latach pięćdziesiątych i sześćdziesiątych XX wieku, jednak z czasem ustąpiło ono spowolnieniu wywołanemu przez zmniejszenie znaczenia doków. Obecnie prowadzone są lokalne projekty rewitalizacyjne, mające na celu poprawienie koniunktury regionu. 

## Osoby związane z Bootle
- Jamie Carragher – piłkarz, urodzony w Bootle
- Emma Clarke – pierwsza czarnoskóra piłkarka w Wielkiej Brytanii
- Steve McManaman – piłkarz, urodzony w Bootle
- Sergiusz Pinkwart – polski pisarz, mieszkający w Bootle